# Élections régionales de 1985 au Piémont
Les élections régionales de 1985 au Piémont (en italien : Elezioni regionali in Piemonte del 1985) se tiennent les 12 et 13 mai 1985 afin d'élire les 60 membres de la IVe législature du conseil régional du Piémont.

## Contexte
À la suite du dernier scrutin régional, la coalition de gauche (PCI-PSI) est reconduite, mais additionnée du PSDI. Le conseiller socialiste Ezio Enrietti devient président de la région. Ce gouvernement dure un peu moins de trois ans, pour être remplacé par son prédécesseur, Aldo Viglione, mais, cette fois, à la tête d'une coalition dite pentapartito, constitué de la DC, du PSI, du PSDI, du PRI, et du PLI, qui dure jusqu'à la fin de la législature.

## Mode de scrutin
Le conseil régional du Piémont (en italien : Consiglio Regionale del Piemonte) est constitué de 60 conseillers élus pour cinq ans au scrutin proportionnel avec vote préférentiel et sans seuil électoral dans six circonscriptions plurinominales qui correspondent aux provinces.
Chaque électeur peut exprimer jusqu'à trois votes de préférence sur la liste à laquelle il accorde son suffrage. Les mandats sont ensuite répartis à la proportionnelle d'Hagenbach-Bischoff. Les sièges sont ensuite pourvus par les candidats comptant le plus grand nombre de voix préférentielles.
Les mandats qui n'ont pas été attribués à l'issue du premier décompte et les voix qui n'ont pas été utilisées sont rassemblés au niveau régional et distribués à la proportionnelle de Hare. Ils sont attribués, pour chaque parti, dans les provinces en fonction du ratio entre les votes restants et le total des suffrages exprimés.

### Répartition des sièges
| Provinces  | Sièges | +/-           |
| ---------- | ------ | ------------- |
| Alexandrie | 6      | 1             |
| Asti       | 2      | en stagnation |
| Coni       | 7      | 1             |
| Novare     | 7      | 1             |
| Turin      | 33     | 1             |
| Verceil    | 5      | en stagnation |
| Total      | 60     | en stagnation |

## Principales forces politiques
| Parti | Parti                                                                                   | Idéologie                                                  |
| ----- | --------------------------------------------------------------------------------------- | ---------------------------------------------------------- |
|       | Démocratie chrétienne Democrazia Cristiana                                              | Centre Démocratie chrétienne, antifascisme, anticommunisme |
|       | Parti communiste italien Partito Comunista Italiano                                     | Gauche Communisme, eurocommunisme, marxisme-léninisme      |
|       | Parti socialiste italien Partito Socialista Italiano                                    | Gauche Socialisme, réformisme, marxisme                    |
|       | Parti social-démocrate italien Partito Socialista Democratico Italiano                  | Centre gauche Social-démocratie, socialisme                |
|       | Parti libéral italien Partito Liberale Italiano                                         | Centre droit Libéralisme, libérisme                        |
|       | Mouvement social italien – Droite nationale Movimento Sociale Italiano–Destra Nazionale | Extrême droite Néofascisme, nationalisme, anticommunisme   |
|       | Parti républicain italien Partito Repubblicano Italiano                                 | Centre Républicanisme, mazzinisme                          |

## Résultats

### Voix et sièges
|                        |                                                      |           |       |      |        |               |  |  |  |  |  |  |  |  |
| Parti                  | Parti                                                | Voix      | %     | +/-  | Sièges | +/-           |  |  |  |  |  |  |  |  |
|                        | Démocratie chrétienne (DC)                           | 918 557   | 30,45 | 1,99 | 19     | 1             |  |  |  |  |  |  |  |  |
|                        | Parti communiste italien (PCI)                       | 871 141   | 28,88 | 2,77 | 18     | 2             |  |  |  |  |  |  |  |  |
|                        | Parti socialiste italien (PSI)                       | 389 170   | 12,90 | 1,27 | 8      | 1             |  |  |  |  |  |  |  |  |
|                        | Mouvement social italien – Droite nationale (MSI-DN) | 165 691   | 5,49  | 1,50 | 3      | 1             |  |  |  |  |  |  |  |  |
|                        | Parti républicain italien (PRI)                      | 158 597   | 5,26  | 1,93 | 3      | 1             |  |  |  |  |  |  |  |  |
|                        | Parti libéral italien (PLI)                          | 152 989   | 5,07  | 0,86 | 3      | en stagnation |  |  |  |  |  |  |  |  |
|                        | Parti social-démocrate italien (PSDI)                | 143 055   | 4,74  | 1,24 | 3      | en stagnation |  |  |  |  |  |  |  |  |
|                        | Verts civiques (LVC)                                 | 52 240    | 1,73  | Nv.  | 1      | 1             |  |  |  |  |  |  |  |  |
|                        | Liste verte (LV)                                     | 50 091    | 1,66  | Nv.  | 1      | 1             |  |  |  |  |  |  |  |  |
|                        | Démocratie prolétarienne (DP)                        | 48 575    | 1,61  | 0,76 | 1      | 1             |  |  |  |  |  |  |  |  |
|                        | Union piémontaise (UP)                               | 33 978    | 1,13  | 0,60 | 0      | en stagnation |  |  |  |  |  |  |  |  |
|                        | Alliance italienne des retraités (AIP)               | 23 927    | 0,79  | Nv.  | 0      | en stagnation |  |  |  |  |  |  |  |  |
|                        | Parti national des retraités (PNP)                   | 8 545     | 0,28  | Nv.  | 0      | en stagnation |  |  |  |  |  |  |  |  |
|                        |                                                      |           |       |      |        |               |  |  |  |  |  |  |  |  |
| Suffrages exprimés     | Suffrages exprimés                                   | 3 016 556 | 92,81 |      |        |               |  |  |  |  |  |  |  |  |
| Votes blancs           | Votes blancs                                         | 127 186   | 3,91  |      |        |               |  |  |  |  |  |  |  |  |
| Votes nuls             | Votes nuls                                           | 106 572   | 3,28  |      |        |               |  |  |  |  |  |  |  |  |
| Total                  | Total                                                | 3 250 314 | 100   | -    | 60     | en stagnation |  |  |  |  |  |  |  |  |
| Abstention             | Abstention                                           | 305 282   | 8,59  |      |        |               |  |  |  |  |  |  |  |  |
| Inscrits/Participation | Inscrits/Participation                               | 3 555 596 | 91,41 |      |        |               |  |  |  |  |  |  |  |  |

## Conséquences
Le 1er août 1985, le démocrate-chrétien Vittorio Beltrami est porté à la tête de la région, menant une nouvelle coalition dite Pentapartito, composée de la DC, du PSI, du PSDI, du PRI, et du PLI. Ce gouvernement durera pendant toute la durée de la législature.